# Leucopis interruptovittata
Leucopis interruptovittata är en tvåvingeart som beskrevs av Aczel 1937. Leucopis interruptovittata ingår i släktet Leucopis och familjen markflugor. Inga underarter finns listade i Catalogue of Life.